# Propostas dos Estados Unidos para a aquisição da Groenlândia

Um mapa mostrando a localização dos Estados Unidos (laranja) e da Groenlândia (verde)

Propostas dos Estados Unidos para a aquisição da Groenlândia existem desde o século XIX. Os Estados Unidos consideraram e fizeram várias tentativas para comprar a ilha da Groenlândia da Dinamarca, mas tendo resultado diferente do obtido com as Índias Ocidentais Dinamarquesas em 1917. As discussões internas no seio do governo dos Estados Unidos sobre a aquisição da Groenlândia ocorreram nomeadamente em 1867, 1910, 1946, 1955, 2019 e 2025 e a aquisição foi defendida pelos secretários de Estado americanos William H. Seward e James F. Byrnes, em privado pelo vice-presidente Nelson Rockefeller e publicamente pelo presidente Donald Trump, entre outros. Após a Segunda Guerra Mundial, os Estados Unidos ofereceram-se secretamente para comprar a Groenlândia; a discussão pública sobre a compra da ilha ocorreu durante o primeiro mandato de Trump em 2019 e novamente após a reeleição de Trump em 2024, como parte da sua política do Grande Estados Unidos.
Embora a Groenlândia seja um território autônomo dentro do Reino da Dinamarca, as autoridades groenlandesas e dinamarquesas afirmaram publicamente o direito da Gronelândia à autodeterminação e declararam que a Groenlândia “não está à venda”. Muitos groenlandeses apoiam a independência e muitos dinamarqueses consideram os laços históricos com a Groenlândia como parte integrante da identidade nacional dinamarquesa.
Há muito que os Estados Unidos consideram a Gronelândia vital para a segurança nacional. No início do século XX, incluiu a Groenlândia entre as várias possessões europeias no hemisfério ocidental, a fim de a tomar e fortificar preventivamente em caso de ameaça de ataque contra os Estados Unidos. Durante a Segunda Guerra Mundial, os Estados Unidos invocaram a sua Doutrina Monroe e ocuparam a Groenlândia para impedir a sua utilização pela Alemanha, na sequência da ocupação alemã da Dinamarca. As forças armadas americanas permaneceram na Groenlândia após a guerra e, em 1948, a Dinamarca abandonou as tentativas de persuadir os Estados Unidos a abandonarem o país. No ano seguinte, ambos os países tornaram-se membros da aliança militar da OTAN. Um tratado de 1951 conferiu aos Estados Unidos um papel significativo na defesa da Groenlândia. A partir de 2025, a Força Espacial dos Estados Unidos mantém a Pituffik Space Base na Groenlândia; e os militares dos Estados Unidos participam regularmente em exercícios da OTAN nas águas da Groenlândia.

## Groenlândia

### Situação política

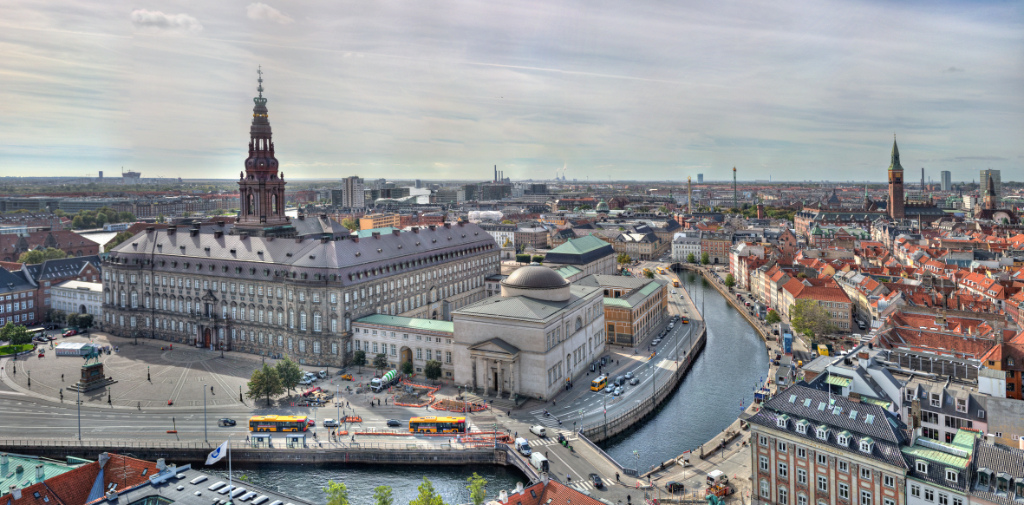
Christiansborg em Copenhaga, sede do Parlamento dinamarquês, de onde é decidida a política externa, de defesa e de segurança da Gronelândia

A Groenlândia é um território autônomo pertecente à Dinamarca. Em 1953, a Dinamarca adicionou formalmente ao seu território que era então sua colônia. O governo da Groenlândia tem autoridade sobre os assuntos internos da Groenlândia, como economia, serviços sociais e infraestrutura, enquanto a Dinamarca é responsável pelas relações exteriores, defesa, cidadania, moeda e política monetária da ilha. O Supremo Tribunal dinamarquês é o tribunal de recurso final.
Nos termos da legislação dinamarquesa, a independência da Groenlândia é possível a qualquer momento, com base na Lei de Auto-Governo de 2009, após a realização de um referendo na Gronelândia e a aprovação pelo Parlamento dinamarquês. Outros questionam isto, argumentando que é necessária uma alteração à Constituição dinamarquesa. Outros questionam este fato, argumentando que é necessária uma alteração da Constituição dinamarquesa O governo da Groenlândia declarou em fevereiro de 2024 que a independência é o seu objetivo, e a independência será a questão mais importante nas eleições gerais de abril de 2025.
Devido ao seu estatuto de antiga colônia, alguns comentadores argumentaram que, ao abrigo do direito internacional, a Groenlândia tem, para além da lei de 2009, o direito à autodeterminação e poderia fazer uma declaração unilateral de independência.
A posição do Governo dinamarquês é que cabe à Groenlândia decidir o seu próprio futuro e que a Dinamarca respeitaria um referendo sobre a independência da Groenlândia. Em 2017, o Governo dinamarquês concordou, com relutância, em financiar dois novos aeroportos, substituindo potenciais investidores chineses, apesar de a ilha que procura investimento ser vista como uma preparação para a independência A Groenlândia atribui à Dinamarca um papel no Ártico; é membro do Conselho Ártico e, e, como um dos cinco Estados litorais do Ártico, é signatária da Declaração de Ilulissat.
O acadêmico islandês Gudmundur Alfredsson afirmou que a ilha deveria considerar a Dinamarca como um dos vários concorrentes, e que os Estados Unidos ou o Canadá poderiam fornecer mais fundos Rasmus Leander Nielsen, da Universidade da Gronelândia, afirmou que os groenlandeses têm discutido, desde a década de 1980, a criação de um tratado de livre associação (COFA) com a Dinamarca após a independência, e que alguns sugeriram um COFA com os Estados Unidos Várias nações do Pacífico com populações de dimensão semelhante à da Gronelândia têm COFAs; o atual Ministro dos Negócios Estrangeiros da Groenlândia, Mininnguaq Kleist, visitou as Ilhas Cook, filiadas na Nova Zelândia, em 2006

### Defesa

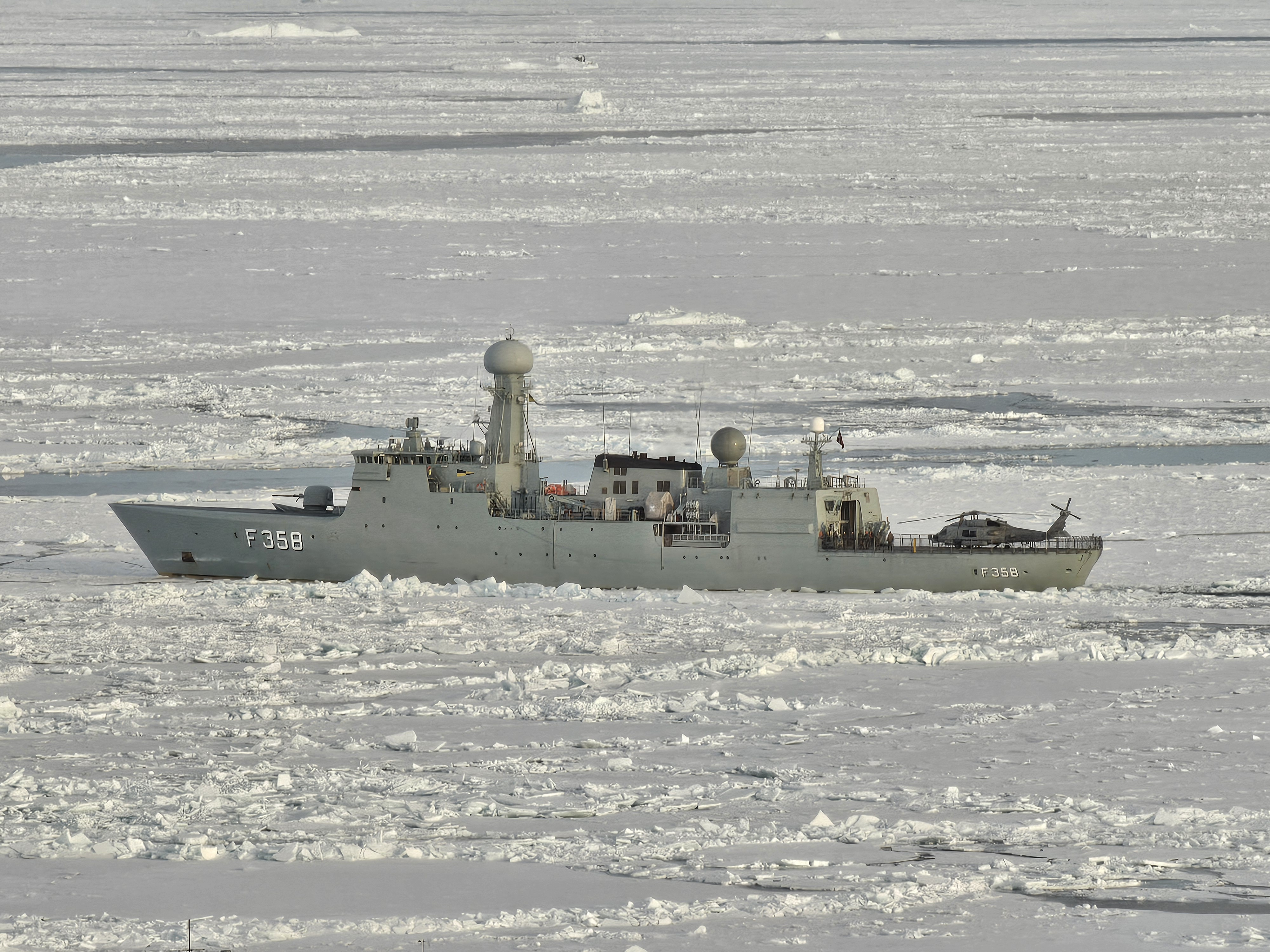
A fragata HDMS da Marinha Real Dinamarquesa, transportando um Westland Lynx, na costa da Groenlândia.

A Groenlândia não dispõe de forças armadas próprias. Enquanto território da Dinamarca, as Forças Armadas Dinamarquesas são responsáveis pela defesa da Groenlândia e a ilha encontra-se na área supervisionada pela aliança militar da OTAN. O Comando Conjunto do Ártico é o ramo militar dinamarquês responsável pela Groenlândia. Em 2020, o Comando Ártico da Dinamarca tinha quatro navios, quatro helicópteros, um avião de patrulha marítima e seis equipas de trenós puxados por cães para patrulhar a ilha. Os militares dinamarqueses têm pessoal baseado em Nuuk, Kangerlussuaq, Daneborg, Station Nord, Mestersvig, Grønnedal, e um destacamento de ligação na Base Aérea de Thule. Os militares dinamarqueses têm pessoal baseado em Nuuk, Kangerlussuaq, Daneborg, Nord, Mestersvig, Grønnedal e um destacamento de ligação na Thule Air Base Devido à Groenlândia, está entre as poucas nações a ter oficiais de ligação no quartel-general do STRATCOM, na Base Aérea de Offutt, no Nebraska. Em 2019, a Dinamarca anunciou que iria gastar mais kr. 1,5 bilhões para monitorizar a Groenlândia. Em dezembro de 2024, a Dinamarca anunciou planos para aumentar a sua presença militar na Groenlândia com mais pessoal, navios de patrulha, drones de longo alcance e a modernização de um aeroporto para receber aviões de combate dinamarqueses F-35 Isto seguiu-se às exigências americanas de mais despesas com a defesa dinamarquesa, incluindo pelo primeiro mandato de Trump.
Alex Gray, chefe de gabinete do Conselho de Segurança Nacional dos Estados Unidos durante a primeiro mandato de Trump, afirmou que os dinamarqueses "compreendem que não têm capacidade para defender a Groenlândia após a independência". As Forças Armadas Dinamarquesas no ativo são mais pequenas do que o Departamento de Polícia de Nova Iorque. Os Estados Unidos "aceitaram a obrigação legal de se defenderem contra qualquer ataque” à Groenlândia num tratado de 1951 com a Dinamarca. Têm bases no país desde a Segunda Guerra Mundial e possuem as maiores forças armadas da aliança. O Acordo de Defesa da Gronelândia de 1951 permitiu que os Estados Unidos mantivessem as suas bases militares na Gronelândia e estabelecessem novas bases ou "áreas de defesa", se tal fosse considerado necessário pela OTAN. Os militares americanos podiam utilizar e deslocar-se livremente entre estas áreas de defesa, mas não podiam infringir a soberania dinamarquesa na Groenlândia Em 2025, a única base militar dos Estados Unidos na Groenlândia era a Base Espacial de Pituffik (antiga Base Aérea de Thule). O Acordo Igaliku de 2004 estabelecia que a Base Aérea de Thule era a única área de defesa dos Estados Unidos na Gronelândia e que os Estados Unidos deviam informar a Dinamarca e a Groenlândia de quaisquer alterações propostas. Assim, os EUA não podem aumentar a sua presença militar sem o consentimento da Dinamarca e da Gronelândia. No entanto, a presença americana ajuda a garantir a autoridade dinamarquesa sobre a ilha e permite-lhe gastar menos em defesa, evitando a presença de tropas estrangeiras em solo dinamarquês, uma troca apelidada de "mapa da Gronelândia". No verão, a 109ª Ala de Transporte Aéreo da Guarda Nacional Aérea de Nova Iorque também utiliza o Aeroporto de Kangerlussuaq para transportar cientistas e abastecimentos para estações de investigação na Gronelândia.
Os governantes da Groenlândia afirmaram que pretendem aderir à OTAN como país independente, acolhem com agrado o interesse crescente dos Estados Unidos, e não se opõem à presença militar americana se a ilha beneficiar de investimentos em empregos e infraestruturas.

### Economia
Em 2021, o PIB anual da Groenlândia era de 3 bilhões dólares estadunidenses, 0,007% do dos Estados Unidos. Estima-se que sua população em idade ativa diminua 16% até 2040. Em 2017, a Dinamarca é de longe o maior parceiro comercial da Groenlândia, recebendo 55% das exportações da ilha e fornecendo 63% das importações. Em 2023, subsidia a Groenlândia com kr. 5,6 mil milhões por ano, Cobrindo uma área de 2 166 086 km2, possui vastos recursos naturais, incluindo urânio, minerais de terras raras e cerca de 50 mil milhões de barris de petróleo e gás offshore. No entanto, a Gronelândia tem apenas uma mina em funcionamento e poucas infra-estruturas; tem um aeroporto internacional comercial e não há estradas que liguem as 17 cidades. Um residente referiu que para voar de Nuuk para Qaqortoq, a 280 milhas (450 km) de distância, são necessários dois aviões durante dois dias e é mais caro do que voar para Copenhaga.
Quarenta e três por cento da população groenlandesa trabalha para o governo, em comparação com 15% nos Estados Unidos. A renda per capita disponível da ilha é a mais baixa do Ártico, além da Rússia, e menos de um terço da do estado americano do Alasca, no entanto, a expectativa de vida dos nativos do Alasca é extremamente baixa, 68 anos, superando a dos nativos da Groenlândia, sugerindo que a riqueza gerada por meio de contratos de mineração e defesa no Alasca não chegou aos povos indígenas do Alasca. Os investidores dinamarqueses têm pouca atuação na Groenlândia, embora um quinto dos groenlandeses viva no território principal Dinamarca. A Dinamarca cedeu o controle sobre as matérias-primas à ilha, pelo que tem pouco interesse nos seus recursos. A ilha tem um dos maiores depósitos de neodímio do mundo, perto de Narsaq, mas os povos inuítes não têm histórico de atuação na mineração, então seriam necessários trabalhadores de fora.  O Inuit Ataqatigiit venceu as eleições gerais da Gronelândia de 2021 com uma plataforma ecológica que se opunha ao desenvolvimento do depósito e ao fim da exploração de hidrocarbonetos e urânio. Devido à falta de infraestruturas, todos os projetos de mineração na Groenlândia são terrenos virgens e os investidores precisam de construir novas estradas, portos e centrais eléctricas. Um relatório de 2014 declarou que a substituição do subsídio dinamarquês exigiria 24 grandes projetos, cada um custando DKr 5 bilhões, uma inauguração a cada dois anos. Como não existiam investidores para tais projetos, o relatório de 13 acadêmicos afirmou que a Groenlândia continuaria dependente do subsídio durante pelo menos 25 anos para manter o seu sistema de assistência social.
Javier Blas, da Bloomberg, escreveu em 2025 que "a hipérbole em torno da Groenlândia e das commodities tem uma história de 50 anos", observando que a ilha nunca extraiu petróleo e a tentativa de extrair minério de ferro terminou em falência. A maioria dos possíveis locais de mineração fica ao norte do Círculo Polar Ártico; aqueles ao sul do círculo são, em sua maioria, pequenos, com Tanbreez entre as exceções. Desde 2023 os Estados Unidos importaram apenas US$ 190 milhões em terras raras; se os preços subissem, elas poderiam ser obtidas mais facilmente de depósitos americanos e de outros países do que da Groenlândia. Blas incitou os Estados Unidos a concentrarem-se na região do cobre africana e em outros locais como sendo mais importantes. Minik Thorleif Rosing, um dos autores do relatório de 2014, disse em 2025 que a situação não tinha mudado: "Mesmo que tivéssemos uma taxa de desenvolvimento de recursos minerais extremamente elevada, seria improvável que substituísse mais de metade da subvenção anual da Dinamarca num futuro próximo".

## História

### Exploração do norte da Groenlândia pelos Estados Unidos
Embora a Groenlândia e os Estados Unidos façam geograficamente parte do subcontinente norte-americano, os dois territórios tinham inicialmente poucas áreas de contato. Os Estados Unidos tornaram-se independentes do Reino da Grã-Bretanha em 1776, enquanto a Groenlândia era uma colônia dinamarquesa isolada desde 1721.
Os primeiros contatos entre os Estados Unidos e a Groenlândia foram de carácter científico. De 1853 a 1855, Elisha Kent Kane liderou a 2ª Expedição Grinnell, durante a qual explorou o norte da Groenlândia, habitada pelos Inughuit, que na altura era ainda terra de ninguém. De 1860 a 1861, Isaac Israel Hayes, que já tinha acompanhado Kane, liderou outra expedição (The American Arctic Expedition) à região. Charles Francis Hall empreendeu a terceira expedição americana (The United States North Polar Expedition) de 1871 a 1873, numa tentativa de alcançar o Polo Norte.  O norte da Groenlândia foi explorada pela quarta vez pelos Estados Unidos, no âmbito da expedição Lady Franklin Bay, sob a direção de Adolphus Greely, entre 1881 e 1884. Robert Edwin Peary liderou a quinta expedição americana (The North Greenland Expedition) entre 1891 e 1895 e a sexta, a Peary Arctic Club Expedition, de 1898 a 1902. Em 1908-09, os dois exploradores polares americanos Peary (Peary North Polar Expedition) e Frederick Albert Cook (North Pole Expedition) competiram para alcançar o Polo Norte pela primeira vez através da costa norte da Groenlândia. Com a fundação, no mesmo ano, da missão e estação comercial Thule, em Uummannaq (Dundas), que estava, pelo menos indiretamente, sob administração dinamarquesa, a exploração americana do norte da Gronelândia chegou ao fim.

### Reconhecimento da soberania dinamarquesa sobre toda a Groenlândia
A Dinamarca só tinha colonizado a costa ocidental da Gronelândia a partir de 1721 e o norte e o leste da Groenlândia eram terras de ninguém. A colônia de Angmagssalik, em Tasiilaq, na costa oriental, já tinha sido fundada em 1894, antes da fundação de Thule, por volta de 1909. Depois de, no início do século XX, se ter descoberto que a Groenlândia era uma ilha, a Dinamarca quis ver reconhecida internacionalmente a sua soberania sobre toda a Groenlândia. Em 1916-17, a Dinamarca vendeu a sua colônia das Índias Ocidentais Dinamarquesas aos Estados Unidos, que reconheceram a soberania dinamarquesa sobre a Groenlândia, mas como a Noruega não o reconheceu, o reconhecimento internacional pleno foi adiado até 1933.

### Groenlândia durante a Segunda Guerra Mundial
Durante a Segunda Guerra Mundial, a Dinamarca foi ocupada pela Wehrmacht em 9 de abril de 1940, no âmbito da Operação Weserübung, e permaneceu sob ocupação alemã até ao final da guerra. A partir dessa altura, porém, a Groenlândia ficou separada da Dinamarca pela supremacia naval britânica. Os dois Landfogeder Aksel Svane e Eske Brun, para o norte e o sul da Groenlândia, assumiram a autoridade do Estado e, juntamente com os dois Conselhos Territoriais, aceitaram ser abastecidos pelos Estados Unidos. Um dia após a ocupação alemã, o enviado dinamarquês aos Estados Unidos, Henrik Kauffmann, declarou que deixaria de aceitar instruções de Copenhagem ocupada pelos alemães e declarou-se o único representante dos interesses dinamarqueses na Groenlândia. Em 9 de abril de 1941, celebrou um tratado com os Estados Unidos que autorizava o estabelecimento de bases americanas na Groenlândia. A Groenlândia serviu então principalmente de base para os aviões de vigilância do Atlântico que procuravam submarinos alemães e foi utilizada como base e estação de reabastecimento para as suas próprias missões navais. Em 1941, foi fundada a mais recente patrulha Sirius para impedir as tentativas alemãs de instalar estações meteorológicas da Wehrmacht no Ártico.
O abastecimento dos Estados Unidos rompeu com a abordagem protecionista da Dinamarca, o que fez com que a população da Groenlândia se sentisse subitamente mais livre. Após o fim da guerra, este facto conduziu a um espírito de otimismo, tendo a parte gronelandesa começado a reclamar reformas para modernizar a Groenlândia. Este fato levou à criação da Comissão Gronelândia em 1948, que concluiu os seus trabalhos em 1950 e deu início à modernização da Gronelândia. Sob a pressão das Nações Unidas, o estatuto de colônia da Groenlândia foi também posto em causa. Em 1953, a Gronelândia foi oficialmente descolonizada e tornou-se parte integrante do Reino da Dinamarca.